# Omega (The Walking Dead)
«Omega» —título original en inglés y español»— es el décimo episodio de la novena temporada de la serie de televisión posapocalíptica, horror The Walking Dead. El guion estuvo a cargo de Channing Powell y David Boyd dirigió el episodio. El episodio salió al aire en el canal AMC el 17 de febrero de 2019. Fox hizo lo propio en España e Hispanoamérica el día siguiente.

## Trama
Lydia (Cassady McClincy) describe su historia a Henry (Matt Lintz) mientras ambos están en la prisión de Hilltop, sin saber que Daryl (Norman Reedus) está escuchando. Como explica Lydia, Henry comienza a ser más compasivo con Lydia, ya que su propia familia ha pasado por dificultades similares. Daryl arrastra a Henry, temiendo que se acerque demasiado, aunque Henry afirma que está tratando de obtener más información para ayudarlos. Daryl continúa hablando con ella también, tratando de determinar el tamaño de su grupo, ya que Lydia afirma que vendrán a salvarla. Encuentra su brazo cubierto de marcas, que dicen que viene de su madre. Daryl, que había sido golpeado de forma similar cuando era niño, se marcha, alegando que Lydia es el problema de Tara (Alanna Masterson), pero Henry trata de convencerle de que Lydia se enfrenta a su pasado ahora.
Las historias de Lydia se cuentan en flashbacks a lo largo del episodio a los meses después del brote caminante, Lydia y sus padres se han negado en un refugio de Baltimore con otros. La cordura de Frank (Steve Kazee), el padre de Lydia, comienza a desbaratarse y cree que el refugio ya no es seguro; sin embargo, su madre toma el mando, dispuesta a matar a un sobreviviente que se refugia con ellos y que está sufriendo un ataque de pánico, porque lo considera demasiado débil para sobrevivir. Esa noche, la sobreviviente se reanima mientras que Lydia lo observa y su padre corre a salvarla pero termina siendo mordido. Esto solo sirve para endurecer a Alpha (Samantha Morton), la madre de Lydia, lo que finalmente les lleva a ponerse las máscaras hechas con los caminantes para sobrevivir.
En el presente, Henry decide dejar salir a Lydia de su celda por un tiempo y discretamente le muestra lo que Hilltop tiene para ofrecer. Mientras que ella tiene la oportunidad de tomar un martillo y golpear a Henry con él, los gritos de un bebé le causan pánico y recuerdos de su pasado y ella ruega ser devuelta a su celda. Le pide a Henry que la acompañe toda la noche. Cuando llega la mañana Daryl regresa, y Lydia dice que no cree que su madre vaya a venir y que solo estaba tratando de buscar información para ella. Lydia entonces les dice que su historia era una mentira, ya que su madre le contó esa historia para culpar a Lydia de la muerte de su padre. En realidad, cuando el sobreviviente se había convertido, no era el padre de Lydia, que nunca había sido mordido, sino otro sobreviviente; su madre aprovechó la oportunidad para intentar escapar del refugio, matando al padre de Lydia cuando se negó a salir con ellos.
Tara lleva a Magna (Nadia Hilker), Yukimo (Eleanor Matsuura), Connie (Lauren Ridloff) y Kelly (Angel Theory) a buscar a Alden y Luke, conscientes de que pueden encontrar más gente como Lydia que usa disfraces de caminante. Mientras, encuentran los caballos muertos de la pareja, Tara declara que es demasiado arriesgado quedarse fuera y ordena al grupo que vuelva a Hilltop. Allí, los debates de grupo de Magna van en contra de las órdenes de volver a buscar a Luke, sabiendo que esto perjudicará su oportunidad de ser aceptados por Hilltop. Mientras tratan de encontrar las huellas de nuevo en medio de la noche, aparecen más caminantes. Magna sugiere que necesitan regresar, pero Kelly dice que necesitan encontrar a Luke y Connie decide quedarse con ella. Magna y Yukimo a la luz del día e inmediatamente se acercan a Tara, disculpándose por haberse ido. Tara dijo que los guardias los habían visto salir y han encontrado a Kelly y Connie a salvo, Tara dijo que no quería arriesgar su seguridad. Mientras observan a los guardias traer a los dos de vuelta, un grupo de humanos disfrazados de caminantes marchan hacia la colonia Hilltop. Connie está separada y se refugia en los campos cercanos. La líder de los recién llegados, Alpha, exige que entreguen a su hija, Lydia.

## Producción
Los actores principales Danai Gurira (Michonne), Melissa McBride (Carol Peletier), Josh McDermitt (Eugene Porter), Christian Serratos (Rosita Espinosa), Seth Gilliam (Gabriel Stokes), Ross Marquand (Aaron), Katelyn Nacon (Enid), Khary Payton (Ezekiel), y Jeffrey Dean Morgan (Negan) están acreditados pero no aparecen, Avi Nash (Siddiq) y Callan McAuliffe (Alden) también están ausentes, pero se acreditan como "co-protagonistas". 
A pesar de la muerte de su personaje en el octavo episodio, el actor Tom Payne (Paul "Jesús" Rovia) fue acreditado en el episodio, pero aun así no aparece. Samantha Morton (Alpha) se promociona al reparto principal, a partir de este capítulo su nombre aparece en los créditos de apertura. Los únicos miembros del reparto principal acreditados que aparecen en este episodio son Norman Reedus (Daryl Dixon) y Alanna Masterson (Tara Chambler).
Para el personaje de Alpha, Morton se cortó y se afeitó el cabello de verdad en este episodio. Morton dijo con respecto a hacerlo en la cámara: "Oh, me encantó. Simplemente se siente muy real, y lo que la audiencia está viendo es real, ¿sabes? Y hay emociones al respecto, pero lo práctico del pre-Alpha es que el cabello, se está convirtiendo en algo. Se está transformando de oruga a mariposa, pero no en la mariposa más bonita, ¿sabes? Está cambiando por completo quién es, y si eso es un trauma y algo que ver con el cerebro, o que acaba de encontrarla. verdadero yo que puede ser por lo que le está pasando al mundo".

## Recepción

### Recepción crítica
"Omega" recibió críticas positivas de los críticos. En Rotten Tomatoes, el episodio tiene un índice de aprobación del 76% con una puntuación promedio de 7.29 sobre 10, basado en 17 comentarios. El consenso crítico dice: "'Omega' utiliza un narrador poco confiable para desarrollar a los fanáticos con una Alpha con la piel de zombi y logra que sea aún más desconcertante, pero algunos espectadores pueden encontrar que la estructura de flashback del episodio y los gráficos laterales son más laboriosos que revelador."

### Calificaciones
"Omega" recibió una audiencia total de 4.54 millones con una calificación de 1.7 en adultos de 18 a 49 años. Fue el segundo programa de cable con mayor calificación de la noche, sin embargo, marcó una serie baja tanto en audiencia como en su clasificación de 18-49.